# Bronchophonie
Bronchophonie, auch Bronchial- oder Bronchienstimme, bezeichnet ein Untersuchungsverfahren der Lunge, das Dichteveränderungen des Lungengewebes nachweisen kann. Eine Bronchophonie besteht bei Fortleitung von vom Patienten geflüsterten höherfrequenter Töne (meistens das Wort „sechsundsechzig“) über die Brustwand, das durch Auskultation erfasst wird. Das Verfahren basiert auf der Tatsache, dass höhere Frequenzen bzw. hochfrequente Schwingungen durch Luft bzw. lufthaltiges Gewebe stärker gedämpft werden als tieffrequente Schwingungen. Tiefe Töne werden mittels Stimmfremitus, welches ein palpatorisches Verfahren ist, untersucht.
Eine abgeschwächte oder fehlende Bronchophonie deutet auf lufthaltige Räume, z. B. im Rahmen eines Pneumothorax oder eines Lungenemphysems hin. Bei Verdichtungen des Lungengewebes wie zum Beispiel einer Pneumonie ist die Schallverstärkung deutlich erhöht. Bei Atelektasen mit verlegtem Atemweg findet man eine abgeschwächte Bronchophonie. Dagegen können kleinere Atelektasen auch zu einer verstärkten Bronchophonie führen.